# Blues News
Blues News ist eine finnische und hauptsächlich finnischsprachige zweimonatliche Blues-Musikzeitschrift.
Blues News wurde 1968 gegründet und ist eine der ältesten Blueszeitschriften der Welt. Die Auflage ist 1.400 Stück. Herausgegeben wird Blues News von der Finnish Blues Society (FBS), einer Non-Profit-Organisation, die vom finnischen Kulturministerium und der Stadt Helsinki gesponsert wird.